# Zola Budd

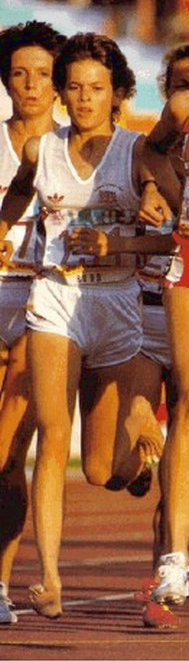
Zola Budd beim 3000-Meter-Lauf bei den Olympischen Spielen 1984

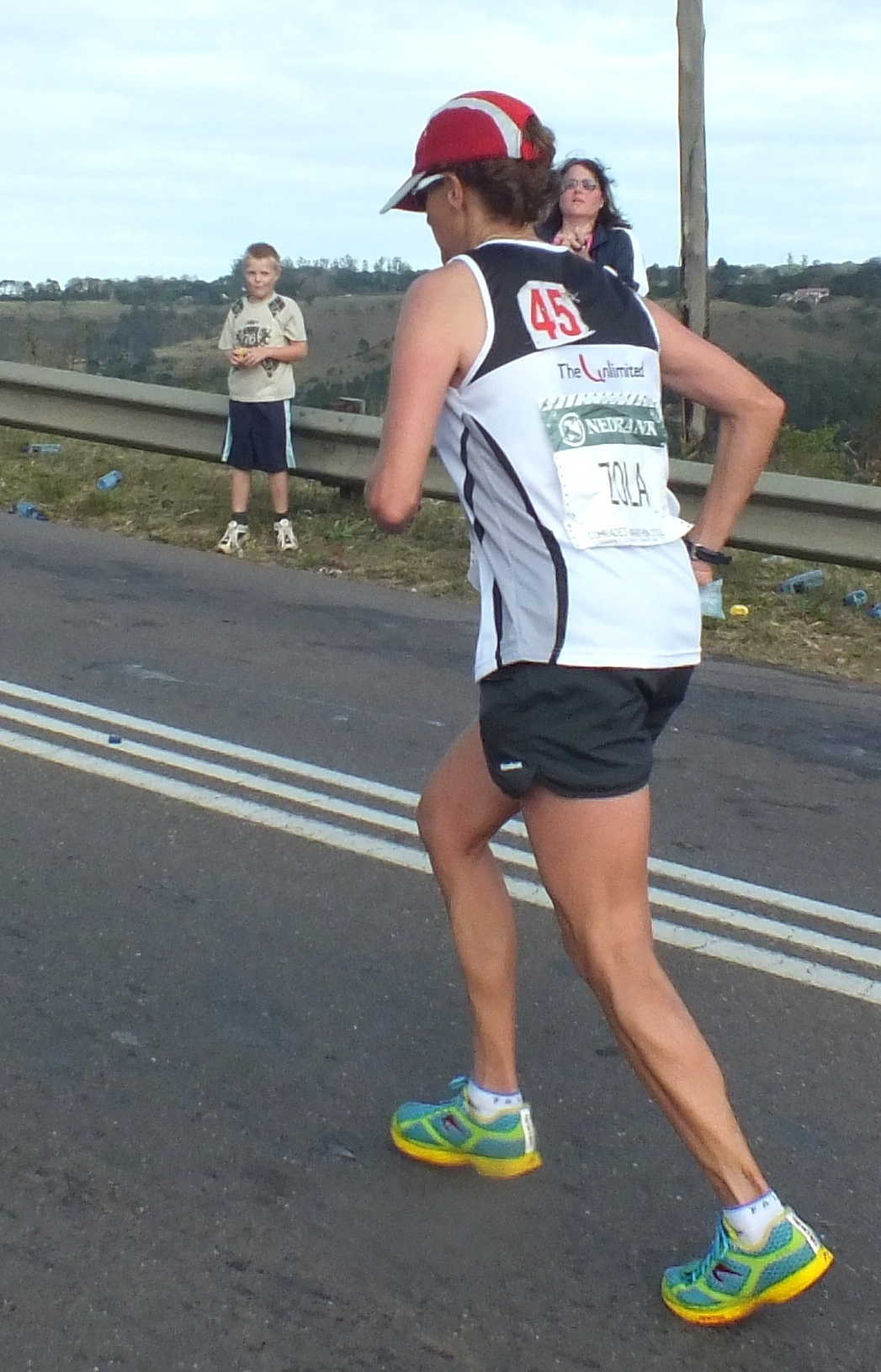
Zola Pieterse mit Laufschuhen 2012

Zola Budd (nach Heirat Zola Pieterse; * 26. Mai 1966 in Bloemfontein) ist eine ehemalige südafrikanische Langstreckenläuferin, die auch für das Vereinigte Königreich startete.

## Leben
Zola Budd trainierte seit ihrem 14. Lebensjahr täglich, legte große Strecken in hohem Tempo zurück und bestritt eine Vielzahl an Wettkämpfen als weitere Tempoläufe.
Sie wurde 1984 im Alter von 17 Jahren weltberühmt, als sie im 5000-Meter-Lauf mit 15:01,83 min unter der Zeit des Weltrekords lag; aufgrund des damaligen kulturellen Boykotts Südafrikas wegen des Apartheid-Systems wurde die Zeit jedoch nicht als Weltrekord anerkannt. Aufsehen erregte auch ihr Laufstil: Sie lief stets barfuß.
Da Südafrika damals von allen internationalen Sportwettkämpfen ausgeschlossen war, bewarb sie sich um die britische Staatsbürgerschaft, wobei sie geltend machte, dass sie einen britischen Großvater hatte. Dem Antrag wurde im April 1984 stattgegeben, so dass sie bei den Olympischen Spielen 1984 in Los Angeles für ihr neues Land antreten konnte. Die schnelle Erteilung der britischen Staatsangehörigkeit sorgte in Großbritannien für Diskussionen im Unterhaus des Parlaments. Seitens der oppositionellen Labour-Partei wurde der Vorwurf laut, die schnelle Bearbeitung des Antrags sei wegen Budds heller Hautfarbe zustande gekommen, während Anträge von Menschen dunklerer Hautfarbe oft monatelang warten müssten.
Bei Olympia 1984 trat sie im 3000-Meter-Lauf gegen ihr Idol Mary Decker an. Die acht Jahre ältere US-Amerikanerin galt in dieser Disziplin als Favoritin auf die Goldmedaille. Während des Rennens kollidierten jedoch beide, so dass Mary Decker stürzte und ausschied. Das US-amerikanische Publikum pfiff die junge Athletin daraufhin aus und sah sie als die alleinige Schuldige für das Ausscheiden einer der populärsten US-amerikanischen Sportlerinnen. Zola Budd wurde entnervt Siebente des Finallaufes. Nach ihrer Rückkehr von den Olympischen Spielen wurde Budd in London unter Polizeischutz gestellt, da aus den Vereinigten Staaten Morddrohungen gegen sie eingegangen waren. Nach Olympia 1984 wollte Budd ihre Laufbahn beenden, ihre britische Staatsangehörigkeit zurückgeben und nach Südafrika zurückkehren, wo ihre Mutter, die sich mittlerweile von Budds Vater getrennt hatte, geblieben war. Ihr Vater und der Generalsekretär des britischen Leichtathletik-Verbands versuchten, sie zum Verbleib in Großbritannien zu bewegen. Budd verwarf den Gedanken an ein Laufbahnende und bestritt Ende Dezember 1984 beim Silvester-Lauf in Zürich ihren ersten Wettkampf seit den Olympischen Spielen. Budd gewann das Rennen.
Im Jahr darauf siegte sie bei den Crosslauf-Weltmeisterschaften und stellte einen – anerkannten – Weltrekord über 5000 Meter auf (14:48,07 min). 1986 verteidigte sie ihren Weltmeistertitel im Crosslauf und lief einen Hallenweltrekord über 3000 Meter. Danach machte ihr allerdings eine Verletzung zu schaffen, so dass sie bei den Leichtathletik-Europameisterschaften 1986 ohne Medaille blieb. Budd verzichtete auf die Teilnahme an der Querfeldein-Weltmeisterschaft im März 1988 in Neuseeland, da afrikanische Länder ihren Unmut geäußert hatten, um auf diese Weise gegen die Apartheid im Geburtsland der Läuferin zu protestieren.
Ein Streit über eine angeblich unerlaubte Anwesenheit bei einer Laufveranstaltung 1987 in Brakpan in ihrem damals wegen der Rassentrennung international geächteten Heimatland („Sie war dort nicht nur in ihrer Trainingskleidung anwesend, vielmehr trainierte sie auch am Rande des Rennkurses im Angesicht der Zuschauer“, laut IAAF) führte dazu, dass der Internationale Leichtathletik-Verband (IAAF) im April 1988 den britischen Verband (BAAB) aufforderte, Budd mindestens ein Jahr zu sperren und auch mit dem Ausschluss der britischen Leichtathleten von den Olympischen Spielen drohte. Im Mai 1988 entschied Budd, nach Südafrika zurückzugehen: „Der Druck der jüngsten Ereignisse hat meine Gesundheit so mitgenommen, daß ich nicht mehr in der Lage bin, an Leichtathletikwettkämpfen teilzunehmen“, ließ Budd, die einen Nervenzusammenbruch erlitt, in einer Erklärung verlauten. Sie zog sich für mehrere Jahre vom Leistungssport zurück.
1989 heiratete sie den Südafrikaner Mike Pieterse. Nachdem die Sportsanktionen gegen Südafrika aufgehoben wurden, gehörte sie zu der Mannschaft ihres Landes bei den Olympischen Spielen 1992 in Barcelona, erreichte jedoch über 3000 Meter nicht das Finale. Ein Jahr später wurde sie Vierte der Crosslauf-Weltmeisterschaften.
Ab 2006 lebte sie mit ihren drei Kindern in Myrtle Beach im US-Bundesstaat South Carolina. Immer noch läuft sie regelmäßig, nun jedoch zum Vergnügen. Allerdings hat sie sich auch erfolgreich im Ultramarathon probiert. Zweimal nahm sie am Two Oceans Marathon (56 Kilometer) und bisher einmal am Comrades Marathon (90 Kilometer) teil. Sie wurde 2008 ehrenamtliche Leichtathletik-Assistenztrainerin an der Coastal Carolina University und übte diese Tätigkeit ab 2015 in Vollzeit aus. Gleichzeitig arbeitete sie an ihrem Master-Abschluss im Fach Sportmanagement, den sie 2018 erlangte. Später kehrte sie nach Südafrika zurück und ließ sich nahe Stellenbosch nieder.

## Sonstiges
Ab Mitte der 1980er Jahre wurden südafrikanische Sammeltaxis nach der Läuferin Izolabudd genannt. Auch das südafrikanische Militärfahrzeug Hippo trug diesen Spitznamen.